# Rodney Jack
Rodney Alphonso Jack (Kingstown, 28 de setembro de 1972) é um ex-futebolista de São Vicente e Granadinas que atuava como atacante.

## Carreira em clubes
Jack, que iniciou a carreira em 1992 no Hairoun Lions, atuou por 17 anos em clubes da Inglaterra, com exceção de uma rápida passagem pela República da Irlanda, onde jogou pelo Waterford United. Teve mais destaque no Torquay United entre 1992 e 1994 e, principalmente, em sua primeira passagem no Crewe Alexandra, que durou entre 1998 e 2003 (163 jogos e 33 gols), voltando na temporada 2006-07 (30 partidas e um gol). No total, foram 193 jogos e 34 gols. Ele também defendeu Rushden & Diamonds, Oldham Athletic, Southport e Nantwich Town, encerrando a carreira em 2012, aos 39 anos de idade. Em 2010-11, foi eleito o jogador da temporada pelos torcedores do Nantwich.

## Seleção São-Vicentina
Tendo jogado pela Seleção de São Vicente entre 1992 e 2004, Jack é o segundo maior artilheiro da equipe (24 gols). Integrou o elenco que disputou a Copa Ouro da CONCACAF de 1996, única participação do país caribenho em uma competição oficial gerenciada pela FIFA.